# Partia Liberalno-Demokratyczna (Mołdawia)
Partia Liberalno-Demokratyczna, PLDM (rum. Partidul Liberal Democrat din Moldova) – centroprawicowa liberalna partia polityczna w Mołdawii. Została założona w 2007 roku. Od 2016 roku liderem partii jest Viorel Cibotaru, który zastąpił na tym stanowisku Vlada Filata.
Razem z Partią Liberalną i Partią Demokratyczną tworzy koalicję Sojusz dla Integracji Europejskiej.

## Wyniki w wyborach
W wyborach parlamentarnych w kwietniu 2009, PLDM zajęła trzecie miejsce z wynikiem 12,43% głosów, co dało jej 15 z 101 miejsc w parlamencie. W kolejnych przyspieszonych wyborach ugrupowanie uzyskało 18 miejsc w parlamencie. W wyborach w 2010 roku, PLDM zajęła drugie miejsce za Partią Komunistów Republiki Mołdawii, uzyskując 32 mandaty. W kolejnych wyborach zorganizowanych w 2014 roku, partia utraciła 9 mandatów parlamentarnych zdobywając 20,2% ważnie oddanych głosów.
| Wybory | Poparcie | Zmiana punktów procentowych | Mandaty | Zmiana |
| ------ | -------- | --------------------------- | ------- | ------ |
| 2009   | 12,4%    | –                           | 15      | –      |
| 2009   | 16,6%    | 2,2%                        | 18      | 3      |
| 2010   | 29,4%    | 12,8%                       | 32      | 14     |
| 2014   | 20,2%    | 9,2%                        | 23      | 9      |